# Guy Favreau
Pour les articles homonymes, voir Favreau.
Guy Favreau (20 mai 1917-11 juillet 1967) est un avocat, un homme politique et un juge canadien.

## Biographie
Né à Montréal au Québec, fils de Léopold Favreau et de Béatrice Gagnon, il obtient un baccalauréat en arts et un baccalauréat en droit à l'Université de Montréal. Il est appelé au barreau du Québec en 1940. Il travaille comme avocat à Montréal de 1942 à 1952. En 1952, il devient membre de la commission sur les pratiques commerciales restrictives à Ottawa. En 1955, il devient assistant au sous-ministre de la Justice. Il aide à créer la faculté de droit civil à l'Université d'Ottawa et enseigne dans la même faculté. En 1960, il revient à Montréal pour travailler comme avocat privé.
Favreau est élu sous la bannière du Parti libéral dans la circonscription de Papineau lors de l'élection fédérale de 1963 et réélu dans l'élection de 1965. Il sert à titre de ministre de la citoyenneté et de l'immigration (1963-1964), ministre de la Justice et procureur général du Canada en 1964-1965. Le 29 juin 1965, il démissionne en tant que ministre de la Justice à la suite des tractations de l'affaire Rivard.
Il est président du Conseil privé de 1965 à 1967. De plus, il est le leader du gouvernement à la Chambre des communes ainsi que le chef des libéraux fédéraux québécois. Il est aussi à l'origine de la formule Fulton-Favreau.
Nommé juge à la cour supérieure du Québec le 17 avril 1967, il meurt le 11 juillet à Montréal de la même année à l'âge de 50 ans. Il a été enterré au Cimetière Notre-Dame-des-Neiges, à Montréal.
Le complexe Guy-Favreau, l'édifice principal du gouvernement fédéral à Montréal, est nommé en son honneur.